# Wojciech Stachowiak
Wojciech Stachowiak (* 3. Juli 1999 in Danzig) ist ein deutsch-polnischer Eishockeyspieler, der seit Juli 2025 bei den Tampa Bay Lightning aus der National Hockey League (NHL) unter Vertrag steht und parallel für deren Farmteam, die Syracuse Crunch, in der American Hockey League (AHL) auf der Position des linken Flügelstürmers spielt. Zuvor war Stachowiak für den ERC Ingolstadt in der Deutschen Eishockey Liga (DEL) aktiv. Mit der deutschen Nationalmannschaft gewann er bei der Weltmeisterschaft 2023 die Silbermedaille.

## Karriere

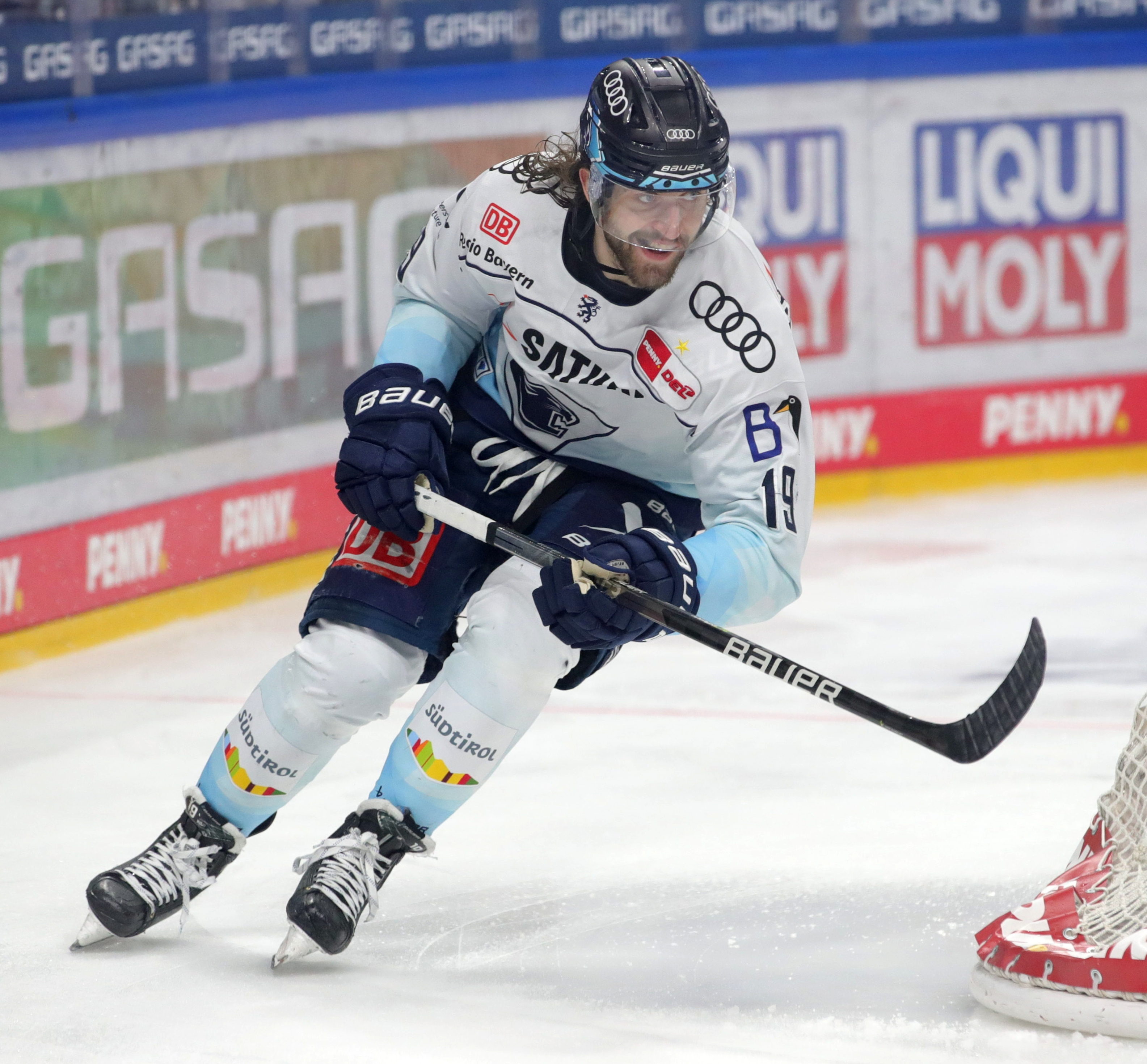
Stachowiak im Trikot des ERC Ingolstadt (2022)

Stachowiak, der im polnischen Danzig geboren wurde, entstammt dem Nachwuchs des ES Weißwasser. Dort spielte der Stürmer bis zu den in der Schüler-Bundesliga aktiven U16-Junioren, ehe er im Sommer 2014 in die Nachwuchsabteilung des Krefelder EV 1981 wechselte. Bei den Rheinländern war Stachowiak ebenso zwei Jahre aktiv wie anschließend bei den Jungadler Mannheim. Mit den Jungadlern gewann der Angreifer im Jahr 2017 die Meisterschaft der Deutschen Nachwuchsliga (DNL). In Folge des Triumphs wagte der Deutsch-Pole den Sprung nach Nordamerika, wo er die Spielzeit 2017/18 bei den Central Illinois Flying Aces in der Juniorenliga United States Hockey League (USHL) verbrachte. Im Sommer 2018 begann Stachowiak schließlich ein Studium an der Michigan State University. Parallel zu seiner akademischen Ausbildung war er für die Eishockeymannschaft der Hochschule aktiv, mit der er in der Big Ten Conference am Spielbetrieb der National Collegiate Athletic Association (NCAA) teilnahm.
Geprägt durch die COVID-19-Pandemie brach der Offensivspieler das Studium jedoch im Februar 2020 vorzeitig ab und kehrte nach Deutschland zurück. Dort sicherte sich der ERC Ingolstadt aus der Deutschen Eishockey Liga (DEL) die Dienste des 20-Jährigen, der bis zum Saisonende noch zu seinen ersten acht Profieinsätzen kam. In den folgenden beiden Spielzeiten etablierte sich Stachowiak, der zwischenzeitlich auch Spiele für die Ravensburg Towerstars in der DEL2 absolvierte, im DEL-Kader der Ingolstädter. Der endgültige Durchbruch gelang ihm in der Saison 2022/23, als er in 56 Hauptrundenspielen insgesamt 34 Scorerpunkte sammelte und mit den Ingolstädtern Vizemeister wurde. Im Mai 2025 erhielt Stachowiak einen Einjahresvertrag bei den Tampa Bay Lightning aus der National Hockey League (NHL) mit Gültigkeit ab der Spielzeit 2025/26.

### International
Zwischen 2015 und 2017 war Stachowiak für die U16- und U17-Juniorennationalmannschaften des Deutschen Eishockey-Bundes zu Einsätzen gekommen, wurde jedoch für kein internationales Turnier nominiert. Sein Debüt in der deutschen A-Nationalmannschaft gab der Stürmer im Rahmen der Vorbereitung auf die Weltmeisterschaft 2023, an der er schließlich auch teilnahm. Im Rahmen der Welttitelkämpfe errangen die Deutschen die Silbermedaille. Stachowiak war mit zwei Treffern und vier Vorlagen in zehn Turniereinsätzen eine der positiven Überraschungen des Turniers. Mit den Weltmeisterschaften 2024 und 2025 folgten in den Jahren darauf erneute Teilnahmen.

## Erfolge und Auszeichnungen
- 2017 DNL-Meister mit den Jungadler Mannheim
- 2023 Deutscher Vizemeister mit dem ERC Ingolstadt
- 2023 Silbermedaille bei der Weltmeisterschaft

## Karrierestatistik

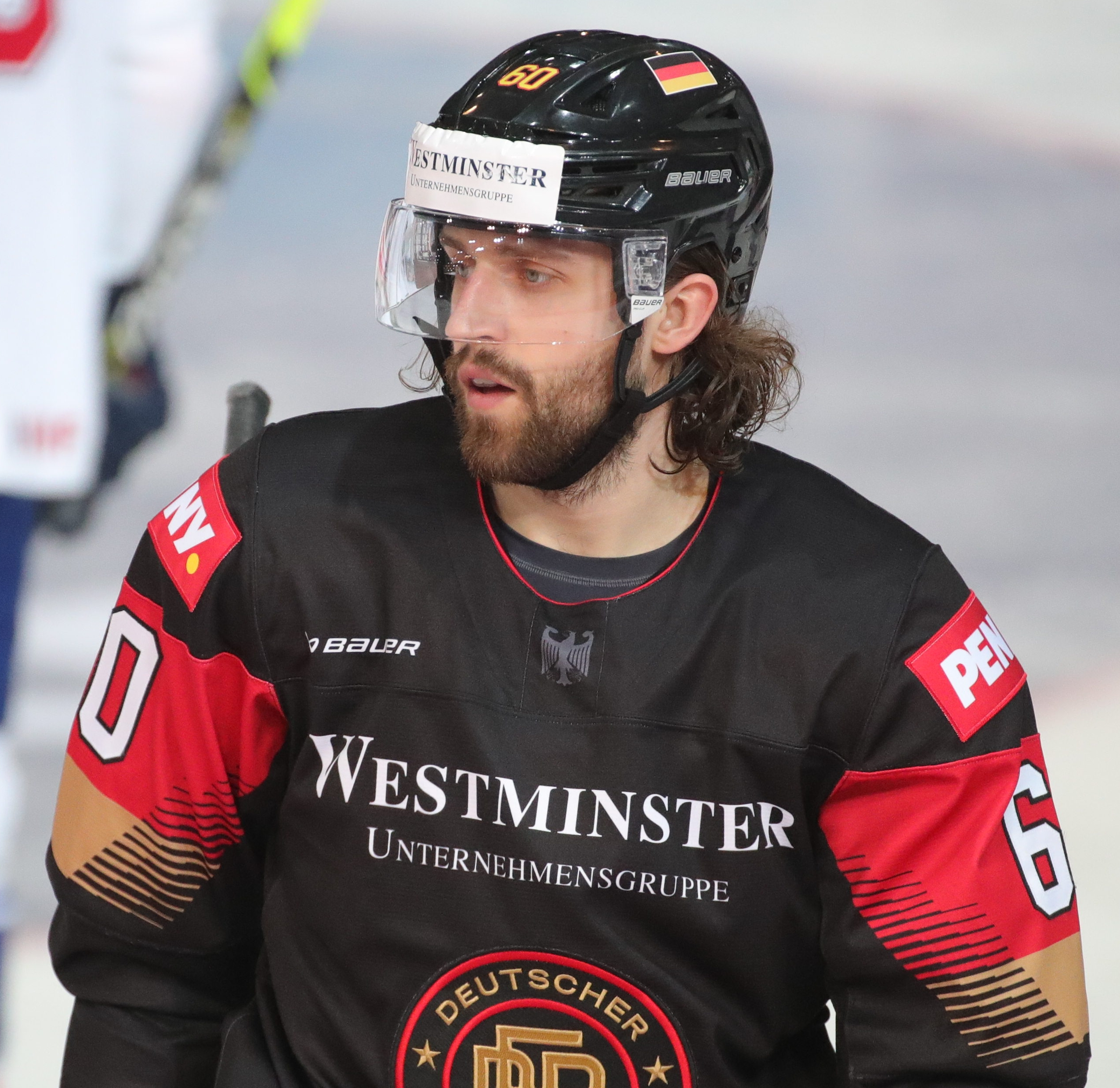
Stachowiak als Spieler der deutschen Nationalmannschaft (2023)

Stand: Ende der Saison 2024/25

### International
Vertrat Deutschland bei:
- Weltmeisterschaft 2023
- Weltmeisterschaft 2024
- Weltmeisterschaft 2025

(Legende zur Spielerstatistik: Sp oder GP = absolvierte Spiele; T oder G = erzielte Tore; V oder A = erzielte Assists; Pkt oder Pts = erzielte Scorerpunkte; SM oder PIM = erhaltene Strafminuten; +/− = Plus/Minus-Bilanz; PP = erzielte Überzahltore; SH = erzielte Unterzahltore; GW = erzielte Siegtore; 1 Play-downs/Relegation; Kursiv: Statistik nicht vollständig)